# Barkaszó
Barkaszó (ukránul Баркасове (Barkaszove / Barkasove), oroszul Баркасово (Barkaszovo / Barkasovo), szlovákul Barkasová) falu Ukrajnában, Kárpátalján, a Beregszászi járásban.

## Földrajz
Szernye társközsége, Munkácstól 18 km-re délnyugatra fekszik.

## Nevének eredete
Neve a magyar berek és aszó (= száraz medrű patak) főnevek összetétele.

## Történelem
1312-ben „Burkuzlou” néven említik először, mint a Baksa nemzetséghez tartozó Folunag (dictus) Miklós fia Miklós birtokát, kitől azonban Károly Róbert király a birtokot még ez évben elkobozta és Tamás ispán fia Donch mesternek adományozta. 1315-ben Tamás ispán fiai László és Donch a birtokot cserébe adták Sándor ispánnak és fiának, Imrének.
A 18. század végén Vályi András így ír róla: „BARKÁSZÓ. Magyar falu Bereg Vármegyében, birtokosai több Uraságok, lakosai katolikusok, és reformátusok, fekszik a’ Kaszonyi járásban, ambár elegendő legelője, és mind a’ kétféle fája van, de mivel határját gyakorta a’ víz járja, és földgye sem igen termékeny; hanem ha gazdagon trágyáztatik, harmadik Osztálybéli.”
Már 1806-ban volt iskolája, ma középiskola működik itt.
Fényes Elek 1851-ben kiadott geográfiai szótárában így ír a faluról: „Barkaszó, magyar falu, Beregh vármegyében, ut. p. Munkácshoz délnyugotra 3 mfd., 5 r. kath. 53 gr. kath., 492 ref. lak. Ref. anyatemplom. Erdeje szép; legelője, rétje elég; földje javitást kiván. F. u. Bárczy és Péchy nemzetségbeliek.”
A trianoni békéig Bereg vármegye Mezőkaszonyi járásához tartozott. Az első világháborút követően a községet a mesterségesen létrehozott Csehszlovákiához csatolták, majd 1938-tól ismét Magyarországhoz tartozott 1944 őszéig, amikor a szovjet csapatok megszállták.
Ennek következtében 1945-ben az Ukrán Szovjet Szocialista Köztársaság, s ezzel együtt a Szovjetunió részévé vált. 1991 óta a független Ukrajna része.

## Népesség
- 1910-ben 1141, túlnyomórészt magyar lakosa volt.
- A 2001-es népszámlálás során a lakosság 86,6%-a magyar, 12,5% ukrán, 0,5% orosz, 0,4% egyéb anyanyelvűnek vallotta magát.[4]
- 2005-ben 2170 lakosából 1770 (75%) magyar nemzetiségű.

## Közlekedés
A települést érinti a Csap–Bátyú–Munkács–Lviv-vasútvonal.

## Nevezetességek
- Református temploma 1809 és 1818 között épült. 1835-ben egy tűzvészben megrongálódott, 1873-ban állították helyre.